# POLR2J2
POLR2J2 (англ. RNA polymerase II subunit J2) – білок, який кодується однойменним геном, розташованим у людей на короткому плечі 7-ї хромосоми. Довжина поліпептидного ланцюга білка становить 115 амінокислот, а молекулярна маса — 13 088.
| 10         |  | 20         |  | 30         |  | 40         |  | 50         |
| ---------- |  | ---------- |  | ---------- |  | ---------- |  | ---------- |
| MNAPPAFESF |  | LLFEGEKITI |  | NKDTKVPKAC |  | LFTINKEDHT |  | LGNIIKSQLL |
| KDPQVLFAGY |  | KVPHPLEHKI |  | IIRVQTTPDY |  | SPQEAFTNAI |  | TDLISELSLL |
| EERFRTCLLP |  | LRLLP      |  |            |  |            |  |            |

A: Аланін

C: Цистеїн

D: Аспарагінова кислота

E: Глутамінова кислота

F: Фенілаланін

G: Гліцин

H: Гістидин

I: Ізолейцин

K: Лізин

L: Лейцин

M: Метіонін

N: Аспарагін

P: Пролін

Q: Глутамін

R: Аргінін

S: Серин

T: Треонін

V: Валін

Задіяний у таких біологічних процесах, як транскрипція, альтернативний сплайсинг. 
Локалізований у ядрі.